# Victor Colomé
Victor Colomé (ur. 23 stycznia 1994 roku w Barcelonie) – hiszpański kierowca wyścigowy.

## Kariera

### Formuła 4
Colomé rozpoczął karierę w jednomiejscowych samochodach wyścigowych w wieku 17 lat w 2011 roku w Francuskiej Formule 4. W ciągu 13 wyścigów udało mu się dwukrotnie stanąć na podium. Sezon ukończył z dorobkiem 47 punktów. Dało mu to ostatecznie dziewiątą lokatę w klasyfikacji generalnej kierowców.

### Formuła Renault
Na sezon 2012 Hiszpan podpisał kontrakt z belgijską ekipą KTR na starty w Europejskim Pucharze Formuły Renault 2.0 oraz Północnoeuropejskim Pucharze Formuły Renault 2.0. Gdy w edycji europejskiej nie był klasyfikowany, w północnoeuropejskiej edycji udało mu się stanąć na podium. Zakończył sezon na 19 pozycji.

## Statystyki
| Sezon | Seria                                         | Zespół    | Wyścigi | Zwycięstwa | PP | NO | Podium | Punkty | Pozycja |
| ----- | --------------------------------------------- | --------- | ------- | ---------- | -- | -- | ------ | ------ | ------- |
| 2012  | Francuska Formuła 4                           | Signatech | 13      | 0          | 0  | 0  | 2      | 47     | 9       |
| 2012  | Europejski Puchar Formuły Renault 2.0         | KTR       | 2       | 0          | 0  | 0  | 0      | 0      | NS      |
| 2012  | Północnoeuropejski Puchar Formuły Renault 2.0 | KTR       | 19      | 0          | 0  | 0  | 1      | 87     | 19      |